# Gunnarssonska gården
Gunnarssonska gården är fastighet i Virserum i Hultsfreds kommun.
Virserums första poststation låg i Länsmansgården mellan 1874 och 1879. Karl E.D. Gunnarsson blev 1879 ortens andra poststationsföreståndare, och hade detta arbete som bisyssla. Poststationen flyttade då till byggnaden på gården till det Gunnarssonska huset vid Södra Järnvägsgatan, där den fanns till 1895. Poststationen flyttades efter Gunnarssons död 1895 till handlaren Per August Nilssons hus vid bron över Virserumsån, en byggnad som senare flyttades till Skansen i Stockholm.